# Koulandougou
Koulandougou è un comune rurale del Mali facente parte del circondario di Bla, nella regione di Ségou.
Il comune è composto da 12 nuclei abitati:
- Dokolo-Bamana
- Dokolo-Nianabougou (centro principale)
- Dokolo-Séribougou
- Guénesso
- Kolo-Bamana
- Kolo-Bamanakorobougou
- Kolo-Djombougou
- Kolo-Sokourani
- Koulan
- N'Toba
- Sienkoro
- Tiguila